# The KISS Demon
The Kiss Demon, o semplicemente The Demon, è una gimmick di wrestling attiva nella WCW alla fine degli anni 90.

## Storia
La gimmick di The Kiss Demon fu creata da un accordo tra Eric Bischoff e i Kiss per farlo assomigliare a Gene Simmons,che è appunto il "demone" dei Kiss.
Inizialmente la gimmick fu affidara a Brian Adams che tuttavia la abbandonò dopo poco tempo e quindi fu affidata a Dale Torborg,wrestler che rimarrà legato a questa gimmick. The Demon ebbe faide con Vampiro e Sting. Il personaggiò non durò molto e le sue apparizioni diventavano sempre più rare fino all'abbandono definitivo del personaggio ne novembre del 1999.

## Wrestler che hanno interpretato The Demon
- Brian Adams
- Dale Torborg

## Curiosità
Su WWE.com nella sezione "Where Are They Now?",dedicata alla vita privata di wrestler ritirati, appare nella lista anche The Kiss Demon, dove viene vista la vita privata del secondo Kiss Demon, Dale Turborg. Adesso Turborg è un allenatore di baseball e occasionalmente wrestler. Però non viene fatta menzione di Brian Adams, primo Kiss Demon, viene detto, invece, che The Kiss Demon era sempre stato interpretato da Torborg, cosa completamente errata.